# Vexitomina suavis
Vexitomina suavis é uma espécie de gastrópode do gênero Vexitomina, pertencente a família Horaiclavidae.